# Gary U.S. Bonds
Gary U.S. Bonds (registrado como Gary Levone Anderson, el 6 de junio de 1939, en Jacksonville, Florida) es un cantante estadounidense de rhythm and blues y rock and roll, conocido por sus éxitos "New Orleans" y "Quarter to Three".

## Biografía
Nacido en Jacksonville, Florida, vivía en Norfolk, Virginia, en los años 50 cuando comenzó a cantar en público. Lo hizo en una iglesia como parte de un grupo llamado the Turks. Poco después firmó con Legrand Records, el pequeño sello del productor Frank Guida, quien le propuso cambiar su apellido y adoptar el nombre artístico de U.S. Bonds, con la esperanza de llamar así la atención de los disc jockeys (U.S Bond es inglés el nombre que reciben los bonos de la deuda pública de los Estados Unidos). Sus primeros tres sencillos y el primer álbum, Dance 'Til Quarter to Three, se publicaron bajo el nombre de U.S. Bonds, pero el nombre creó confusión entre el público que creyó que se trataba del nombre de una banda en vez de un solista. Para despejar dudas sus siguientes lanzamientos, incluido su segundo álbum Twist Up Calypso, fueron publicados con el nombre de Gary (U.S.) Bonds. Los paréntesis fueron eliminados durante los años 70.
El primer éxito de Bonds fue "New Orleans", número 6 en Estados Unidos, seguido de "Not Me", que posteriormente popularizarían the Orlons, y su número 1 y mayor éxito, "Quarter to Three". "Quarter To Three" vendió más de un millón de discos y fue certificado disco de oro. Otros éxitos de principios de los años 60 "School Is Out" (número 5), "Dear Lady Twist" (número 9), "School Is In" (número 28) y "Twist, Twist, Señora" (número 10). En una gira por Europa en 1963 incluso llegó a encabezar los carteles por encima de the Beatles. Bonds solía acompañarse por el saxofonista Gene Barge.
"Quarter to Three" aparece listada como una de las 500 canciones que formaron el rock and roll de Rock and Roll Hall of Fame.
A comienzos de los años 80, Bonds tuvo un resurgir en su carrera con la publicación de dos álbumes, Dedication y On the Line, y colaboraciones con Bruce Springsteen, Steven Van Zandt y la E Street Band, y éxitos con sencillos como "This Little Girl" (número 11 en Billboard), "Jolé Blon" y "Out of Work". Bonds continuó publicando álbumes y realizando conciertos, siendo uno de los artistas más habituales del circuito nostálgico. 
En 1998 apareció en la película Blues Brothers 2000 como parte del supergrupo the Louisiana Gator Boys.

## Discografía

### Álbumes de estudio
- Dance 'til Quarter to Three with U.S. Bonds (1961)
- Twist Up Calypso (1962)
- Dedication (1981)
- On the Line (1982)
- Standing in the Line of Fire (1984)
- Nothing Left to Lose (1996)
- Back in 20 (2004)
- Let Them Talk (2009)

### Álbumes en vivo
- King Biscuit Flower Hour (Live) (2001)
- Live! (2002)
- From the Front Row... Live! (2003)
- In Concert (2005)

### Recopilatorios
- The Best of Gary U.S. Bonds (1960s material) (1990)
- Take Me Back to New Orleans (1960s singles compilation) (1994)
- The Best of Gary U.S. Bonds (1980s material) (1996)
- The Very Best of Gary U.S. Bonds: The Original Legrand Masters (1960s material) (1998)
- Certified Soul (Singles from 1968 to 1970) (2008)